# Philipp Kohout

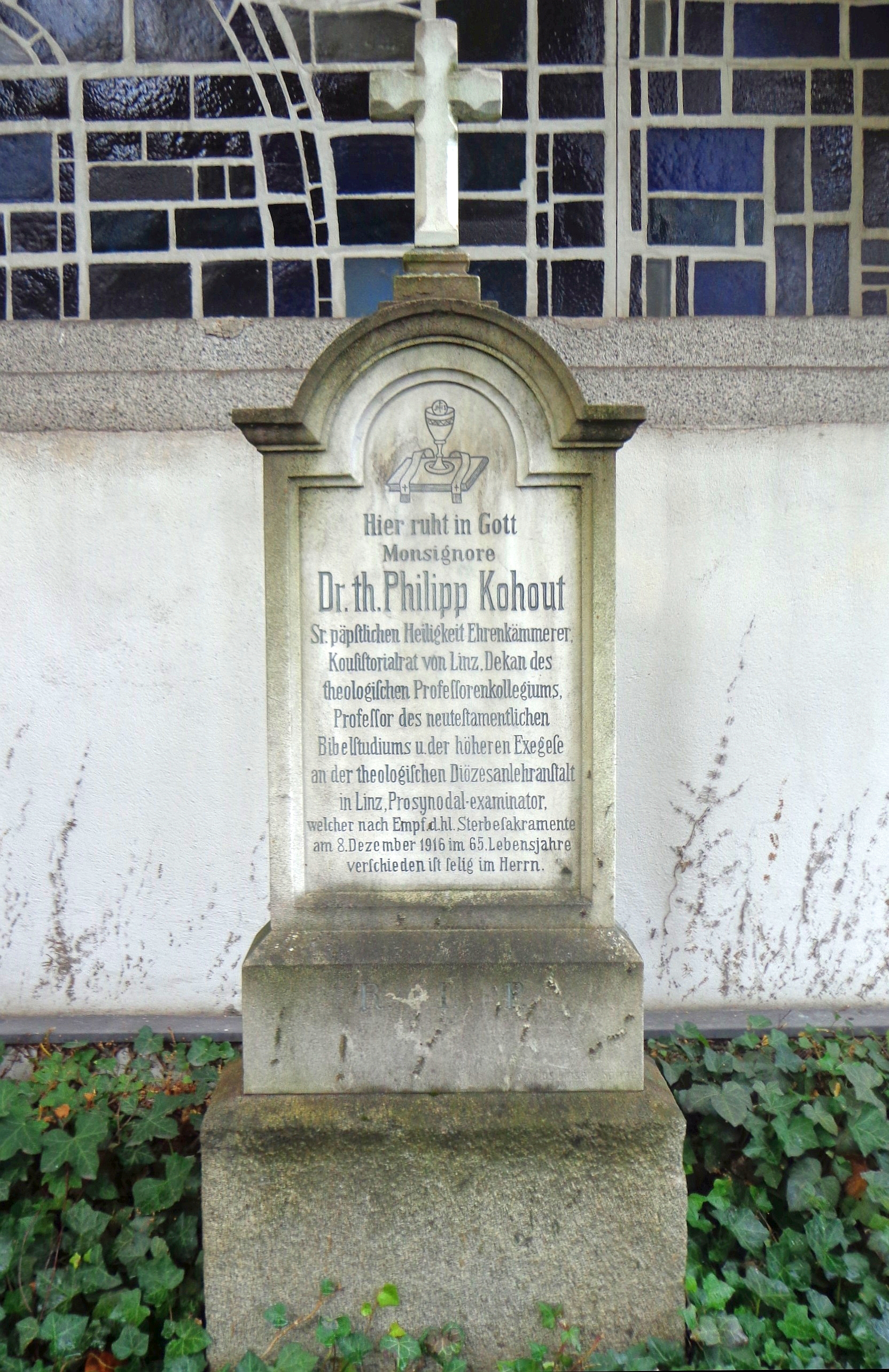
St. Barbara-Friedhof Linz – Grab von Philipp Kohout

Philipp Kohout (*  2. September 1852 in Sarleinsbach; † 8. Dezember 1916 in Linz) war ein österreichischer katholischer Theologe (Neutestamentler).

## Leben
Er war als Professor für  Neutestamentliches Bibelstudium am Priesterseminar in Linz tätig.
Er ist begraben am St. Barbara-Friedhof in Linz.

## Veröffentlichungen  (Auswahl)
- Das Leiden Jesu Christi und die Sünde. In sieben Fastenpredigten dargestellt. Haslinger, Linz 1890
- Flavius Josephus: Jüdischer Krieg, aus dem Griechischen übersetzt und mit einem Anhang von ausführlichen Anmerkungen versehen. Haslinger, Linz 1901 (archive.org) (unvollständig)